# Telecobaltoterapia

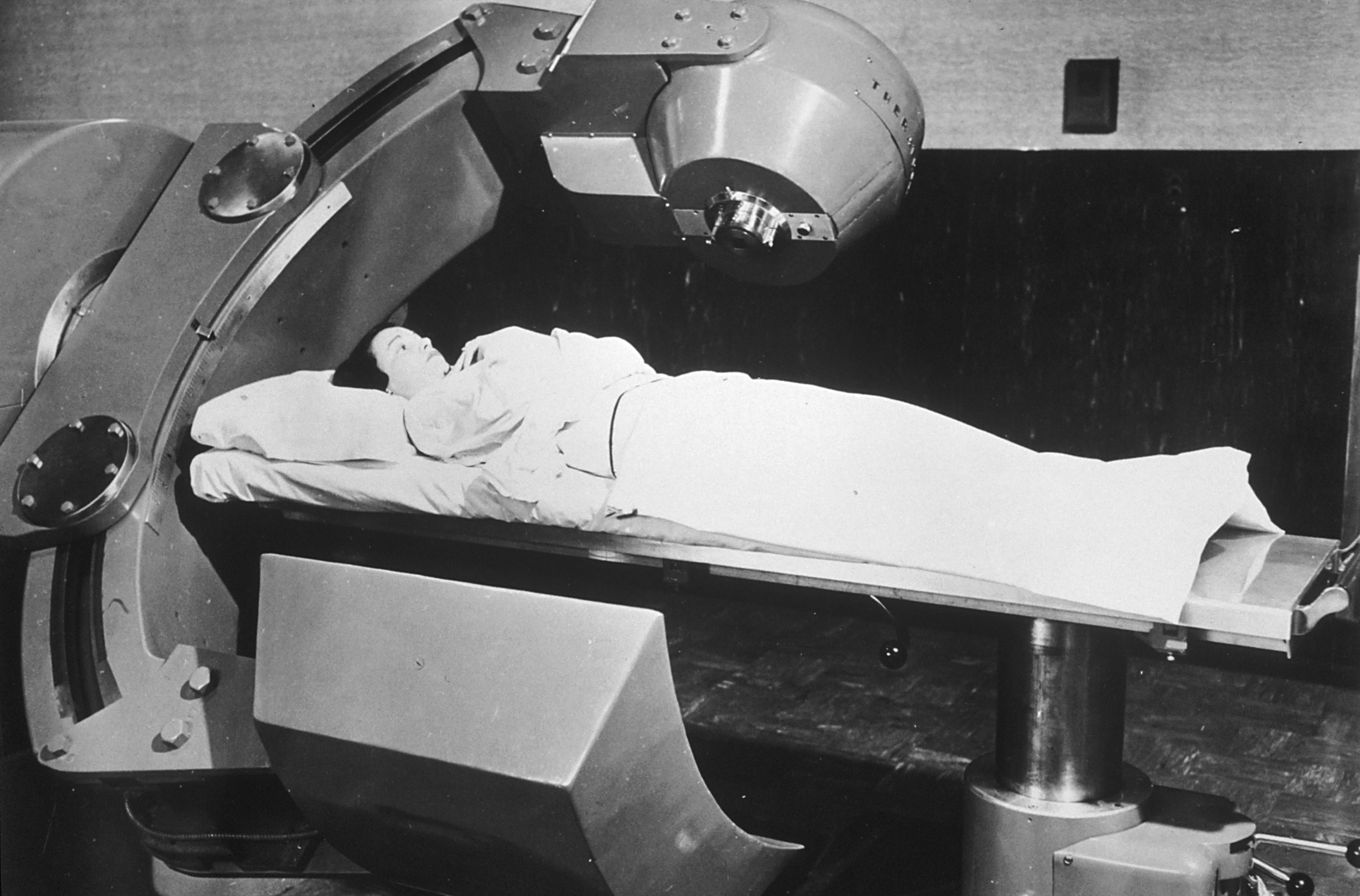
Una paziente si sottopone a cobaltoterapia

La telecobaltoterapia è un trattamento radioterapico oramai considerato obsoleto. La cobalto terapia o la terapia al cobalto 60 è l'uso medico dei raggi gamma irradiati dai radioisotopi di cobalto 60 per curare malattie come il cancro. Essa colpisce le cellule maligne senza distruggere il vicino tessuto sano. Questi raggi attaccano il cancro da diverse direzioni e i raggi gamma del cobalto lo deteriorano, invece le cellule sane colpite dalla terapia al cobalto si rigenerano e ritornano al loro stato normale.

## Storia
Nel 1949, il dottor Harold E. Johns dell'Università di Saskatchewan (Canada) inviò una richiesta alla National Research Council (NRC) chiedendo di produrre isotopi di Cobalto-60 per l'uso di trattamenti radioterapici. Due apparecchiature, chiamate bombe al cobalto, furono quindi costruite. La prima fu costruita a Saskatoon nell'Università di Saskatchewan, dove il dottor Johns raccolse i dati delle dosi percentuali profonde che furono poi usate come dosi standard in tutto il mondo. Il 27 ottobre del 1951, venne sottoposto il primo paziente alle radiazioni di Cobalto-60 al Victoria Hospital di London (Ontario). 
Contemporaneamente la ricerca da parte di Stati Uniti e Canada di isotopi radioattivi, per scopi industriali e medici, portò una società canadese, la Eldorado Mining&Refining Ltd., alla creazione del secondo apparecchio di radioterapia, prodotto nel reattore NRX dell'Atomic Energy of Canada Ltd.
Tra le prime 12 unità di telecobaltoterapia costruite dalla società canadese ci fu anche l'apparecchio che venne portato, grazie all'operato di Claudio Valdagni, dalla Società Lombarda di Televisione in Italia. La bomba al cobalto, chiamata Eldorado A, venne installata nell'Ospedale di S. Lorenzo di Borgo Valsugana nel 1953, e divenne la prima nel suo genere in Europa, facendo di questo piccolo paese un centro d'eccellenza nella cura dei tumori.
L'uso del Cobalto-60 in terapia con fasci collimati ha segnato una svolta storica per la radioterapia, soppiantando la roentgenterapia e la telecesioterapia.

## Strumenti

Spettro dei raggi gamma emessi dal cobalto-60

In passato veniva utilizzata per la cura dei tumori una apparecchiatura che sfruttava la radiazione gamma emessa dall'isotopo cobalto-60 (Co-60 o 60Co), del metallo cobalto 59, che emette raggi gamma di energia pari a 1,17 MeV e 1,33 MeV. 
L'apparato di telecobaltoterapia è formato da un involucro in acciaio e piombo e da una testa che contiene la sorgente radioattiva di cobalto-60.
Le applicazioni vengono effettuate sempre con la sorgente esterna all'organismo e per questo il trattamento viene definito di "telecobaltoterapia". Tale sorgente è di forma cilindrica e diametro variabile, generalmente dal peso di poche decine di grammi, ed è costituita da dischi sovrapposti, o palettoni, di cobalto-60.
Essa produce un cono di radiazione circondato da una zona di "penombra"; il cobalto metallico ha la indesiderata proprietà di produrre una finissima polvere, causando problemi di protezione dalle radiazioni. Le radiazioni sono generate dalla disintegrazione degli atomi e vengono emesse in tutte le direzioni.
Per evitare una diffusione impropria e incontrollata di radiazione gamma, la sorgente radioattiva è rinchiusa nella testata di tungsteno o piombo, che le fa assumere la forma sferica "bombata", simile appunto a una bomba, da cui deriva l'espressione popolare di "bomba al cobalto".
In questa sfera viene praticato un canale, o collimatore, da cui fuoriesce un fascio di raggi gamma direzionato che serve all'irradiazione.
La testata, oltre alla sorgente radioattiva e all'involucro di protezione, comprende un otturatore e un diaframma. Questa testata viene sorretta da uno stativo che supporta la parte in movimento. Il cono di uscita è riempito di mercurio per uno spessore di oltre 23 cm. che ha funzioni di sicurezza e di bloccaggio della fuoriuscita della radiazione quando lo strumento non è funzionante .
Poiché la radioattività della fonte diminuisce col tempo, a causa del progressivo decadimento radioattivo dei nuclei atomici, la durata di esposizione del paziente deve essere aumentata al passare del tempo, secondo un calcolo preciso della dose in modo da ottenere la stessa efficacia terapeutica.
Le sorgenti di Co-60 hanno infatti una vita utile di circa cinque anni, che corrisponde al tempo di dimezzamento dell'isotopo; passato questo periodo non emettono più raggi gamma in quantità sufficiente alla terapia e la sorgente deve essere sostituita o "ricaricata". Ma, se la sorgente radioattiva non rimane sufficientemente efficace per la terapia, le scorie che restano sono comunque molto radioattive: è questa una delle ragioni per cui in occidente l'uso delle macchine al cobalto è sempre più raro, sostituite dagli acceleratori lineari di particelle che si sono dimostrati anche più efficaci in molti ambiti della cura dei tumori.

## Cobalto 60
Il Cobalto 60 è un isotopo radioattivo e instabile del cobalto che decadendo emette radiazioni ionizzanti. I raggi gamma prodotti dalla sorgente di Co-60 penetrano il materiale e deviano gli elettroni dalla loro orbita.
Per le applicazioni a scopo di sterilizzazione, questo fenomeno ha un effetto disgregante sul DNA, rendendo innocuo qualsiasi microrganismo presente.

## Vantaggi
Rispetto alla roentgenterapia tradizionale la telecobaltoterapia presenta dei vantaggi quali:
- il maggior rendimento in profondità,
- un minor danneggiamento della cute (grazie al build up),
- una minor diffusione laterale e quindi una maggior precisione nel colpire il bersaglio,
- il LET è praticamente omogeneo nei tessuti in quanto l'effetto Compton è indipendente dal numero atomico del mezzo,
- possibilità di aumentare la DSP (distanza sorgente-pelle).

Un vantaggio della telecobaltoterapia è la facilità d'uso delle macchine operative e i loro bassi costi di manutenzione.

## Svantaggi
Un aspetto negativo invece è costituito dal periodo fisico di dimezzamento del 60Co che è di 5,2 anni, il che obbliga a frequenti cambi della pastiglia di cobalto e a tener conto della rapida diminuzione dell'attività (circa 1% al mese) che comporta dei corrispondenti aumenti del tempo di esposizione.
Svantaggi, nel confronto con gli acceleratori lineari, sono rappresentati dall'energia dei fotoni più bassa, dalla limitatezza dei campi di irradiazione e dai tempi di irradiazione lunghi.